# Oguchi Onyewu
Oguchialu Chijioke "Oguchi" Onyewu (nascut a Washington DC, Estats Units, el 13 de maig del 1982) és un futbolista professional estatunidenc d'origen nigerià que actualment juga de defensa central a l'Sporting Clube de Portugal i per la selecció dels Estats Units. L'estiu del 2009 va ser subcampió de la Copa Confederacions amb el seu país.